# Чумешть (комуна)
Чумешть, Чумешті (рум. Ciumești) — комуна у повіті Сату-Маре в Румунії. До складу комуни входять такі села (дані про населення за 2002 рік):
- Беря (197 осіб)
- Віїшоара (9 осіб)
- Чумешть (1238 осіб) — адміністративний центр комуни

Комуна розташована на відстані 461 км на північний захід від Бухареста, 43 км на захід від Сату-Маре, 136 км на північний захід від Клуж-Напоки.

## Населення
У 2009 році у комуні проживали 1450 осіб.